# Samu Corral
Samu Corral, właśc. Samuel Corral Valero (ur. 3 kwietnia 1992 w Granadzie) – hiszpański piłkarz występujący na pozycji napastnika w ŁKS Łódź.

## Kariera klubowa
Grę w piłkę nożną rozpoczął lokalnym klubie z rodzinnej wsi Alicún de Ortega w Andaluzji. W 2007 roku rozpoczął treningi w CP Granada 74. W 2010 roku przeniósł się do Guadix CF. Po półrocznym pobycie w zespole młodzieżowym został włączony do składu drużyny seniorów, grającej w Primera Andaluza (VI liga). 30 stycznia 2011 zaliczył pierwszy mecz na poziomie seniorskim przeciwko CP Berja (3:0), w którym zdobył bramkę. Latem 2011 roku przeszedł do rezerw Granada CF (Primera Andaluza), gdzie pozostał przez rok. W latach 2012–2016 występował na poziomie Tercera División jako zawodnik Atarfe Industrial CF, UD Maracena, Loja CD i CD El Ejido 2012. W 2016 roku awansował z CD El Ejido do Segunda División B, po wygraniu fazy play-off, w której rozegrał 5 spotkań i strzelił 2 gole. W kwietniu 2017 roku opuścił klub, by powrócić do niego po 7 miesiącach. W sezonie 2018/19 spadł z CD El Ejido do Tercera División. Latem 2019 roku został graczem CF Talavera de la Reina (Segunda División), dla którego w 17 występach zdobył 6 bramek.
W styczniu 2020 roku za kwotę 60 tys. euro przeszedł do ŁKS Łódź prowadzonego przez Kazimierza Moskala, podpisując dwuipółletni kontrakt. 9 lutego 2020 zadebiutował w Ekstraklasie w przegranym 1:3 wyjazdowym meczu przeciwko Legii Warszawa. 11 lipca tegoż roku strzelił pierwszą bramkę w polskiej lidze w spotkaniu z Arką Gdynia (2:3). W rundzie wiosennej sezonu 2019/20 zaliczył 12 występów, w których zdobył 3 gole i na zakończenie rozgrywek spadł z ŁKS do I ligi.

## Życie prywatne
Pochodzi z miejscowości Alicún de Ortega w prowincji Grenada. Jego brat Pedro Corral Valero (ur. 1986) również jest piłkarzem występującym na pozycji napastnika.